# العلاقات الأرمينية الإثيوبية
العلاقات الأرمينية الإثيوبية هي العلاقات الثنائية التي تجمع بين أرمينيا وإثيوبيا.

## مقارنة بين البلدين
هذه مقارنة عامة ومرجعية للدولتين:
| وجه المقارنة                                              | أرمينيا                    | إثيوبيا                        |
| --------------------------------------------------------- | -------------------------- | ------------------------------ |
| المساحة (كم2)                                             | 29.74 ألف                  | 1.10 مليون                     |
| عدد السكان (نسمة)                                         | 2.93 مليون                 | 104.96 مليون                   |
| الكثافة السكانية (ن./كم²)                                 | 98.52                      | 95.42                          |
| العاصمة                                                   | يريفان                     | أديس أبابا                     |
| اللغة الرسمية                                             | لغة أرمنية                 | اللغة الأمهرية                 |
| العملة                                                    | درام أرميني                | بير إثيوبي                     |
| الناتج المحلي الإجمالي (بليون دولار)                      | 11.54 مليار                | 80.56 مليار                    |
| الناتج المحلي الإجمالي (تعادل القوة الشرائية) بليون دولار | 25.41 مليار                | 161.90 مليار                   |
| الناتج المحلي الإجمالي الاسمي للفرد دولار أمريكي          | 3.49 ألف                   | 619                            |
| الناتج المحلي الإجمالي للفرد دولار أمريكي                 | 8.07 ألف                   | 1.50 ألف                       |
| مؤشر التنمية البشرية                                      | 0.743                      | 0.442                          |
| رمز المكالمات الدولي                                      | +374                       | +251                           |
| رمز الإنترنت                                              | .am، .հայ ‏                 | .et                            |
| المنطقة الزمنية                                           | ت ع م+04:00، توقيت أرمينيا | ت ع م+03:00، توقيت شرق أفريقيا |

## منظمات دولية مشتركة
يشترك البلدان في عضوية مجموعة من المنظمات الدولية، منها:
| علم المنظمة | اسم المنظمة                        | تاريخ انضمام أرمينيا | تاريخ انضمام إثيوبيا |
| ----------- | ---------------------------------- | -------------------- | -------------------- |
|             | الاتحاد البريدي العالمي            | ?                    | ?                    |
|             | مؤسسة التنمية الدولية              | 25 أغسطس 1993        | 11 أبريل 1961        |
|             | منظمة حظر الأسلحة الكيميائية       | ?                    | ?                    |
|             | الأمم المتحدة                      | 2 مارس 1992          | 13 نوفمبر 1945       |
|             | وكالة ضمان الاستثمار متعدد الأطراف | 5 ديسمبر 1995        | 13 أغسطس 1991        |
|             | منظمة الشرطة الجنائية الدولية      | ?                    | ?                    |
|             | مؤسسة التمويل الدولية              | 18 أبريل 1995        | 20 يوليو 1956        |
|             | البنك الدولي للإنشاء والتعمير      | 16 سبتمبر 1992       | 27 ديسمبر 1945       |
|             | الاتحاد الدولي للاتصالات           | 30 يونيو 1992        | 20 فبراير 1932       |
|             | الفريق المعني برصد الأرض           | ?                    | ?                    |
|             | يونسكو                             | 9 يونيو 1992         | 1 يوليو 1955         |

## وصلات خارجية
- موقع وزارة الخارجية الأرمينية
- موقع وزارة الخارجية الإثيوبية